# The Washington Examiner
The Washington Examiner, actualmente conocido como Washington Examiner, es un periódico de Estados Unidos editado como sitio web y revista semanal, con base en Washington D. C., que cubre noticias políticas nacionales e internacionales. Es propiedad de MediaDC, una subsidiaria del Clarity Media Group, que pertenece a Philip Anschutz.
Entre 2005 y mediados de 2013, el Examiner fue publicado diariamente en formato tabloide y distribuido gratuitamente en Washington D. C.. El 14 de junio de 2013 dejó de publicarse como diario y comenzó a publicarse como revista semanal.

## Historia
El Washington Examiner comenzó como una serie de folletines de recopilación de noticias suburbanas conocido como "the Journal Newspapers", distribuido solamente en los suburbios de Washington, utilizando los títulos de Montgomery Journal, Prince George's Journal y Northern Virginia Journal. En octubre de 2004 Philip Anschutz compró la empresa madre, Journal Newspapers Inc. El 1 de febrero de 2005 el periódico cambió su nombre a The Washington Examiner, adoptando un logo y un formato de otro periódico de Anschutz, el San Francisco Examiner.
El periódico se hizo influyente en los círculos conservadores de la ciudad, contratando varios periodistas que escribían en The Washington Times, y desplazando a The Times como el principal periódico conservador del distrito federal. El sitio web DCist escribió en marzo de 2013 que "A pesar de su orientación derechista y sus titulares sensacionalistas, también ha construido una reputación como uno de los mejores periódicos de Washington."
En marzo de 2013 se anunció que el periódico interrumpiría la publicación diaria, para reorientarse hacia la política nacional e internacional, convirtiéndose en una revista semanal, a la vez de continuar con las publiocaciones en su sitio web. El nuevo formato fue comparado con The Hill. Como editor fue contratado Hugo Gurdon, y como gerente de edición, Philip Klein.